# 시빅센터/그랜드파크역
시빅센터/그랜드파크역 (Civic Center/Grand Park, 구 시빅센터역)은 로스앤젤레스 메트로의 B선, D선, J선 환승역이다. 다운타운 로스앤젤레스의 시빅센터 지역에 있는 1번가와 템플가 사이의 힐가(Hill Street)에 위치하고 있다. 역은 지하철을 현실화하는데 중추적인 역할을 한 구 로스앤젤레스 시장 톰 브래들리 이후 정식으로 시빅센터/그랜드파크/톰 브래들리로 불린다.

## 열차 운행 정보
이 역에서는 B선과 D선의 경우 일반 시간에 지하철 운행이 오전 5시부터 시작하여 오전 12시 45분까지 운행한다.
J선의 경우 오전 5시부터 시작하여 오전 1시까지 운행한다.

### 구조
| 1층     | 길거리                          | 출입구 (내려감)                                                                                 |
| 1층     | J선                             | ← 퍼싱스퀘어역 Pershing Square Station ← 하버 게이트웨이 교통센터/퍼시픽/21번가행 (기점행)      |
| 1층     | J선                             | → 유니언역 Union Station → 엘몬테 역행 (종착점행)                                               |
| 지하1층 | 북부 대합실                     | 그랜드 파크 출구, 표 사는 곳, 개찰구                                                            |
| 지하1층 | 남부 대합실                     | 힐 가/1번가 출구, 표 사는 곳, 개찰구                                                            |
| 지하2층 | B선 D선                         | ← 퍼싱스퀘어역 Pershing Square Station ← B선은 노스할리우드역, D선은 윌셔/웨스턴역행 (종착점행) |
| 지하2층 | 섬식 승강장, 왼쪽 출입문이 열림 |                                                                                                 |
| 지하2층 | B선 D선                         | → 유니언역 Union Station → (기점행)                                                             |

역에는 인간의 영적 항해를 대표하는 6개의 유리 섬유 인물이 탑승한 모습의 "I Dreamed I Could Fly"라는 화려한 예술 작품이 전시되어있으며, 설치는 조나단 보롭스키(Jonathan Borofsky)가 디자인했다.

## 인근 역세권
- 애머슨 극장/마크 테이퍼 포럼
- 천사들의 모후 대성당
- 도로시 챈들러 파빌리온
- 로스앤젤레스 시청사
- 그랜드파크
- 월트 디즈니 콘서트홀
- 더 보드
- 리틀도쿄
- 현대미술관 (MOCA)
- 더블트리 바이 힐튼 호텔 로스앤젤레스 다운타운

## 연결 가능한 대중교통
로스앤젤레스군 버스
- 메트로 로컬: 2, 4, 10, 14, 28, 30, 37, 40, 45, 48, 68, 70, 71, 76, 78, 79, 81, 83, 90, 91, 92, 94, 96, 302* & 378*
- 메트로 익스프레스: 442*, 487 & 489*
- 메트로 래피드: 728, 733, 745, 770 & 794

기타 지역 버스
- 앤털로프 밸리 교통국(Antelope Valley Transit Authority): 785*
- 시티오브샌타클라리타 트랜싯(City of Santa Clarita Transit): 799*
- 푸트힐 트랜싯(Foothill Transit): Silver Streak, 493*, 495*, 497*, 498*, 499*, 699*
- LADOT 커뮤터 익스프레스: 409*, 419*, 422*, 423*, 431*, 437*, 438*, 448* & 534*
- LADOT DASH: A, B, D
- 몬테벨로 트랜싯(Montebello Transit): 90*
- 샌타모니카 트랜싯(Santa Monica Transit): Rapid 10
- 토런스 트랜싯(Torrance Transit): 4*

참고 : *는 평일 출퇴근에만 운행하는 통근자 서비스를 나타낸다.

## 대중문화
- 텔레비전 시리즈 앨리어스에, CIA 흑색작전 관계자 외 출입금지 구역이 시빅 센터 역의 유지보수문 뒤에 있다.